# Jana Nagyová (politička)
Jana Nagyová, provdaná Mayerová (* 26. září 1970 Košice), je česká ekonomka a politička, od července 2024 poslankyně Evropského parlamentu a od září 2024 zastupitelka Kraje Vysočina za hnutí ANO. Od roku 2009 žije v Jihlavě. Je jednou z obviněných v Kauze Čapí hnízdo.

## Profesní kariéra
Vystudovala ekonomiku na Podnikohospodářské fakultě v Košicích, v roce 2001 absolvovala diplomovaný kurz k Evropské integraci v Brightonu; doktorát obhájila na Dopravní fakultě v Pardubicích.
Byla expertkou na evropské dotace, s manželem Danielem Mayerem pracovala v několika firmách, kde je měla na starosti. V roce 2003 se dostala do komise ministerstva zemědělství, která připravovala program přimíchávání biolihu do nafty. Přes tu se seznámila s Andrejem Babišem, jehož Agrofert v této oblasti také podnikal. Poté začala pracovat přímo pro Agrofert jako poradkyně pro evropské dotace.
V únoru 2008 se stala členkou představenstva společnosti ZZN AGRO Pelhřimov a.s. ze skupiny Agrofert. Ta se krátce nato přejmenovala na Farma Čapí hnízdo, a.s. a majetkově opustila strukturu Agrofertu. S tím však firma ihned podepsala smlouvu o budoucí spolupráci a smlouvu o pronájmu tehdy ještě neexistujícího areálu Čapí hnízdo se společností Imoba ze skupiny Agrofert do roku 2030. Koncem února 2008 pak společnost podala žádost o dotaci z Regionálního operačního programu Střední Čechy (ROP) ve výši 50 milionů Kč v programu pro malé a střední podnikatele. Žádost za společnost podepsala sama Nagyová. Ta byla členkou představenstva až do roku 2010, poté byla do roku 2011 členkou dozorčí rady.
Když se stal v roce 2014 Andrej Babiš ministrem financí ve vládě Bohuslava Sobotky, stala se jeho poradkyní v oblasti evropských fondů. Dále také pracovala jako odborná konzultantka společnosti EUFC CZ zabývající se projektovým managementem a evropskými fondy.

## Politika a trestní stíhání
V roce 2014 byla za hnutí ANO zvolena do jihlavského zastupitelstva spolu se svým manželem Danielem, který se stal radním. V roce 2016 byla jmenována první náměstkyní jihlavského primátora Rudolfa Chloupka (ČSSD) na úseku dopravy, služeb a sportu. Odpovídala také za rozvoj městských částí Helenín, Sasov a Kosov. V průběhu roku 2017 údajně zvažovala rezignaci pod tlakem kauzy Čapí hnízdo, v níž figurovala; údajně uvažovala i o sebevraždě. V únoru 2018 kvůli trestnímu stíhání opustila vedení města i zastupitelstvo.
V září 2019 bylo její stíhání i stíhání všech ostatních obviněných zastaveno. Nejvyšší státní zástupce Pavel Zeman ovšem v prosinci 2019 rozhodl o obnovení trestního stíhání Andreje Babiše a Jany Nagyové. Oba v březnu 2022 státní zástupce Jaroslav Šaroch obžaloval. Soudní řízení bylo u Městského soudu v Praze zahájeno v září 2022.
Ve volbách do Senátu PČR na podzim 2022 kandidovala jako členka hnutí ANO v obvodu č. 52 – Jihlava. V prvním kole skončila druhá s podílem hlasů 30,56 %, a postoupila tak do druhého kola, kde byl jejím vyzyvatelem kandidát koalice SPOLU (tj. ODS, KDU-ČSL a TOP 09) Miloš Vystrčil. V něm prohrála poměrem hlasů 39,96 % : 60,03 %, a senátorkou se tak nestala. Zároveň však byla jako členka hnutí ANO zvolena v komunálních volbách v roce 2022 zastupitelkou města Jihlavy.
V lednu 2023 ji soud nepravomocně zprostil viny v kauze Čapí hnízdo, odvolací Vrchní soud v Praze však tento rozsudek v září 2023 zrušil. V únoru 2024 městský soud znovu rozhodl zprošťujícím rozsudkem, proti čemuž se státní zástupce v dubnu téhož roku opět odvolal.
Ve volbách do Evropského parlamentu v červnu 2024 kandidovala z pátého místa kandidátní listiny hnutí ANO. Hnutí volby vyhrálo a Nagyová se se ziskem 14 448 preferenčních hlasů stala europoslankyní. V Evropském parlamentu se stala členkou tří výborů – výboru pro životní prostředí, klima a bezpečnost potravin, výboru pro průmysl, výzkum a energetiku a jako náhradnice také rozpočtového výboru.
V krajských volbách v září 2024 byla zvolena z pozice členky hnutí ANO zastupitelkou Kraje Vysočina. Na konci ledna 2025 z časových důvodů rezignovala na mandát jihlavské zastupitelky.
V dubnu 2025 Nagyovou zbavil Evropský parlament imunity, aby mohlo pokračovat soudní jednání v kauze Čapí hnízdo. V červnu téhož roku odvolací soud znovu dřívější osvobozující verdikt zrušil a vrátil případ k dalšímu projednání včetně závazného právního názoru o vině Jany Nagyové.